# Траутманнсдорф-ін-Остштаєрмарк
Траутманнсдорф-ін-Остштаєрмарк (нім. Trautmannsdorf in Oststeiermark) — поселення в Австрії, у федеральній землі Штирія.
З 1 січня 2015 року увійшло до складу громади Бад Глайхенберг.

## Поховання вояків1-ї дивізії УНА
На місцевому цвинтарі виділено окрему секцію для поховань воїнів 1-ї Української дивізії УНА.
Відомі імена чотирьох загиблих солдатів:
- Павло Гунчак (9.3.1921 — 28.4.1945)
- Іван Мушанський (29.9.1926 — 28.4.1945)
- Петро Попелишин (13.7.1921 — 1.5.1945)
- Михайло Денишин (8.11.1914, Київ — квітень 1945)[1]

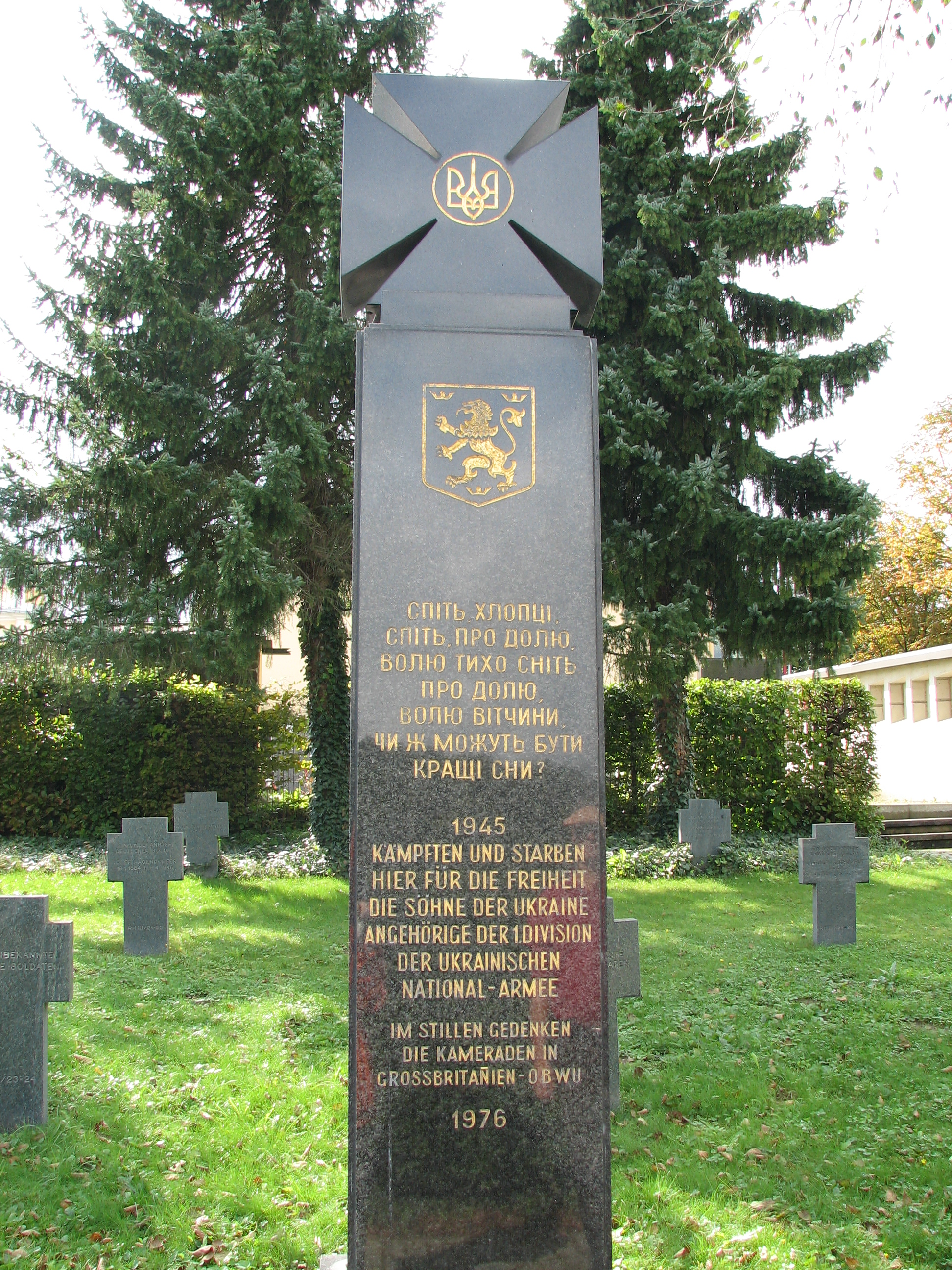
Пам'ятник воякам 1-ї Української дивізії УНА
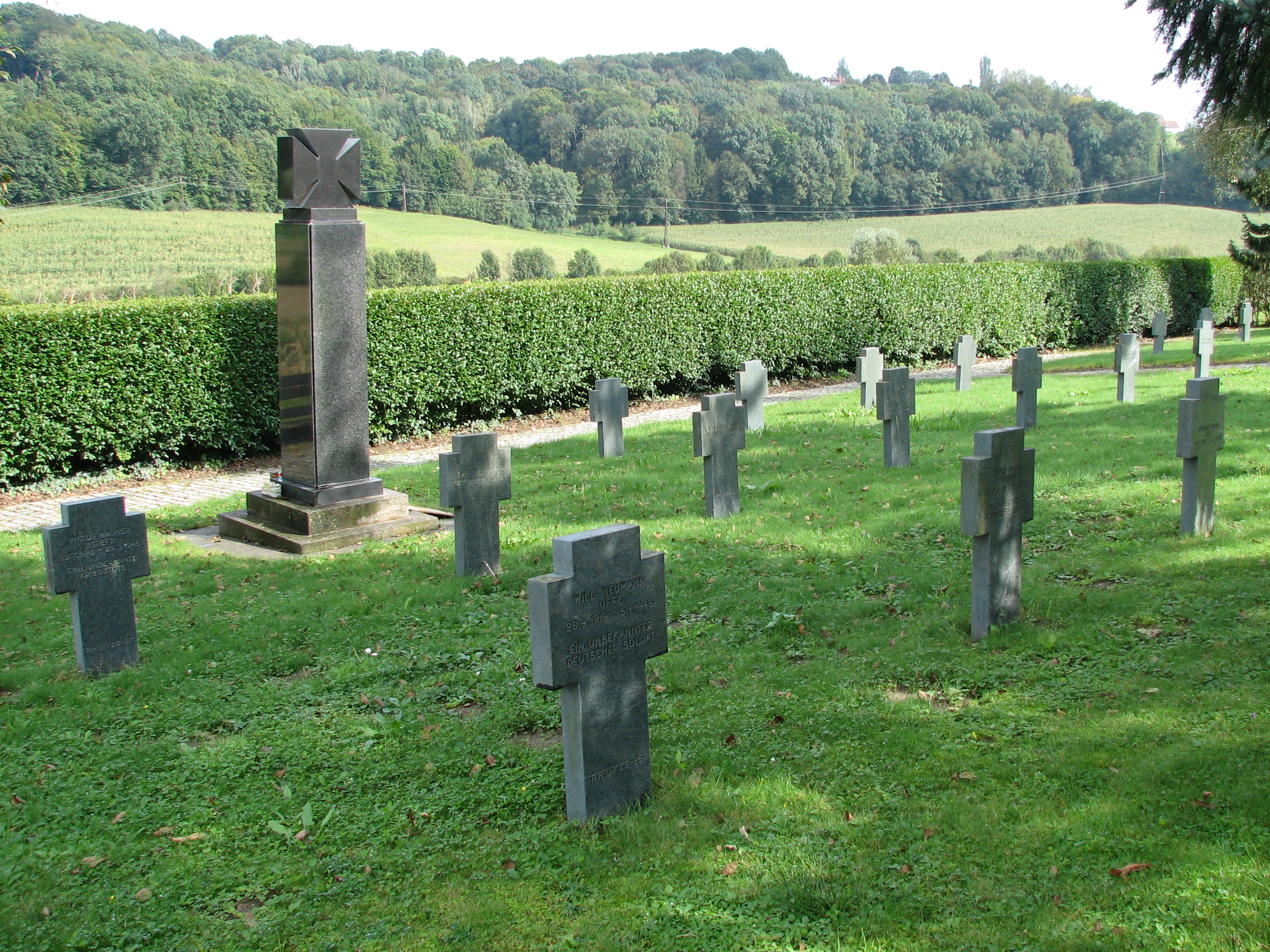
Загальний вид цвинтаря
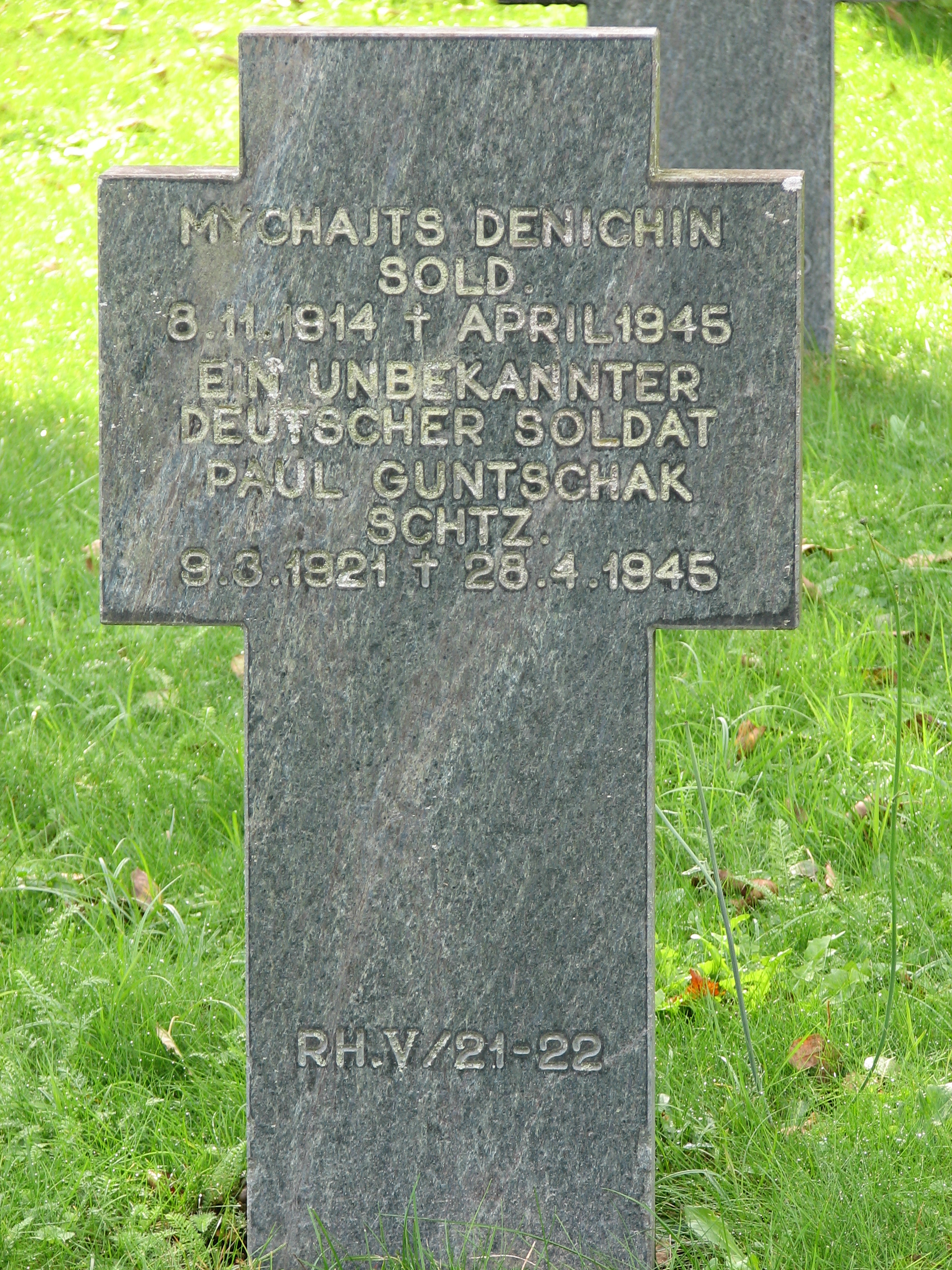
Могила українських солдатів